# Коропец (Тернопольская область)
Коропец (укр. Коропець) — посёлок в Чортковском районе Тернопольской области Украины. Административный центр Коропецкой поселковой общины.

## История

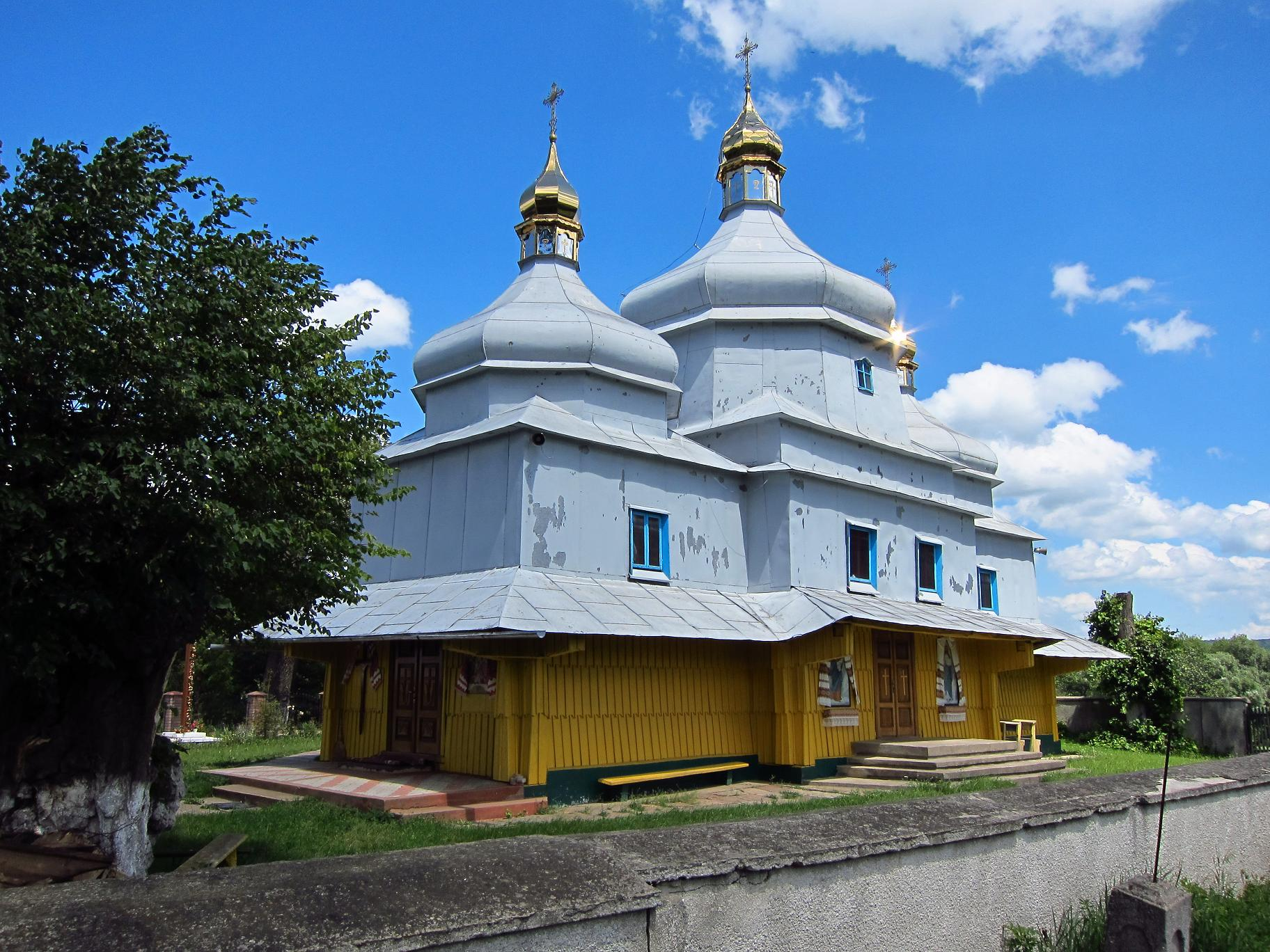
Церковь Успения Пресвятой Богородицы

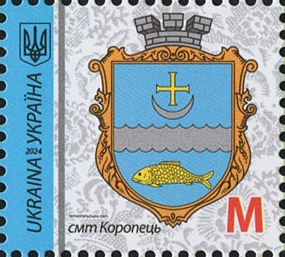
Стандартная марка с символикой посёлка в серии «Гербы городов, поселков и сел Украины», Почта Украины, 2024 год.

В 1952 году здесь действовали маслозавод, промкомбинат, средняя школа, семилетняя школа, две начальных школы, Дом культуры, библиотека и клуб.
В январе 1989 года численность населения составляла 3 779 человек.
По состоянию на 1 января 2013 года численность населения составляла 3 474 человека.
В октябре 2018 года находившееся здесь ПТУ № 34 передали на баланс местного бюджета.